# Kaspar Sturm (Theologe)

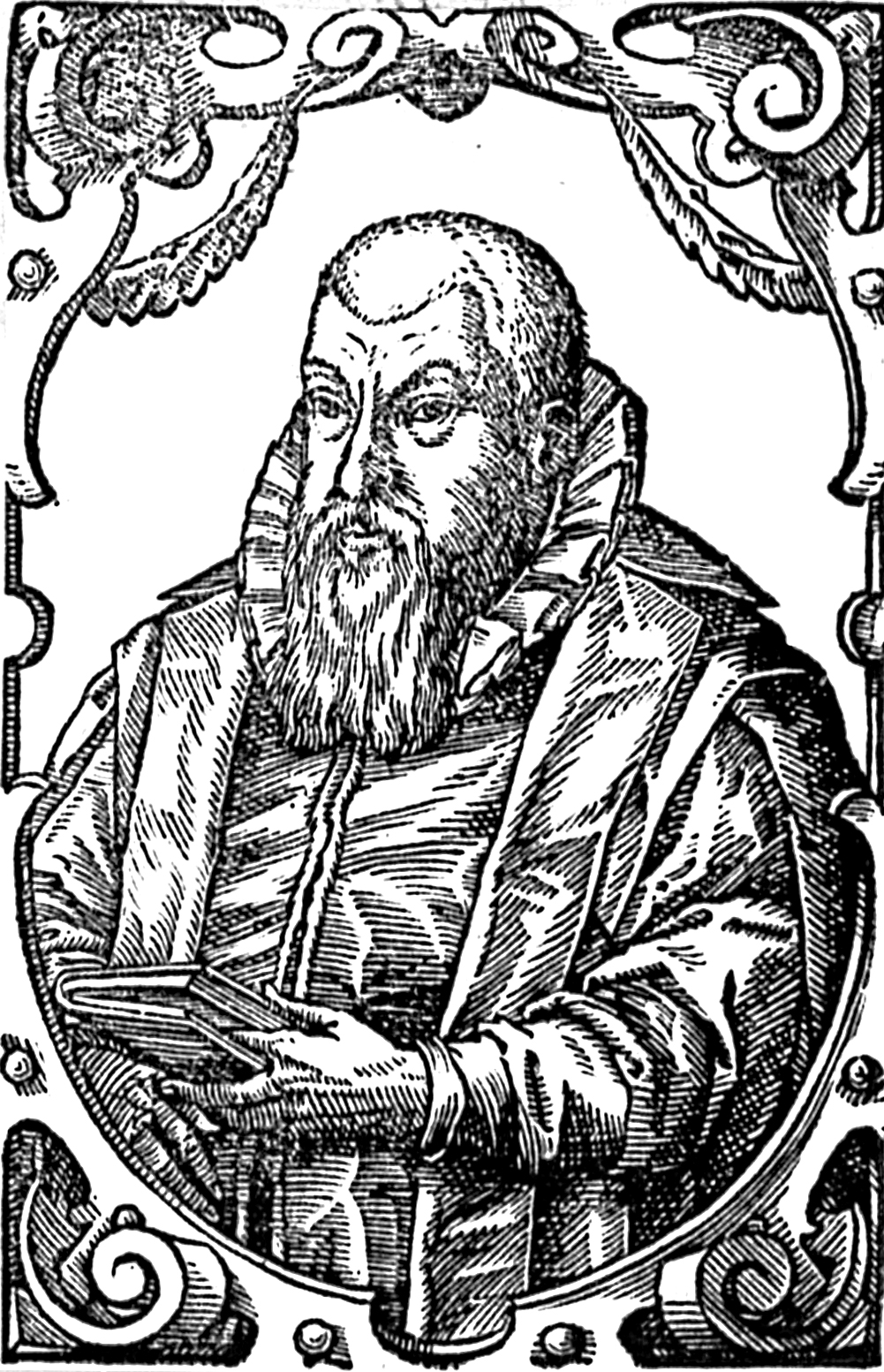
Kaspar Sturm

Kaspar Sturm, auch Caspar Sturm (* 1550 in Fritzlar; † 1625 in Gudensberg), war ein deutscher reformierter Theologe und Hochschullehrer.

## Leben

### Pfarrer
Über Sturms Jugend ist nicht viel bekannt. Wahrscheinlich besuchte er die Lateinschule in Fritzlar, ehe er dann ab 1563 in Marburg studierte und dort zum Magister der Theologie avancierte. Im April 1572 wurde er Nachfolger des aus Fritzlar vertriebenen Jost Runcke als evangelischer Pfarrer an der Fraumünsterkirche bei Fritzlar, allerdings erst 1576 offiziell eingeführt. Danach war er von 1589 bis 1605 Pfarrer in Gudensberg. 

### Hochschullehrer
Landgraf Moritz von Hessen-Kassel trat 1605 zum Calvinismus über und erzwang diesen Konfessionswechsel auch in den Landesteilen, die 1604 bei der Aufteilung des Erbes der erloschenen Linie Hessen-Marburg an Hessen-Kassel gekommen waren, und an der damals gesamthessischen Universität Marburg. Professoren, die nicht bereit waren, vom lutherischen zum calvinistischen Bekenntnis zu wechseln, verließen Marburg freiwillig oder wurden von Moritz zur Aufgabe ihrer Lehrstühle gezwungen. Um die entlassenen Theologieprofessoren zu ersetzen, berief der Landgraf u. a. Kaspar Sturm. Dieser wurde dort am 19. März 1607 zum Dr. theol. promoviert und lehrte bis 1624 an der Universität und dem ihr angeschlossenen Pädagogium in Marburg. Zeitweise war er zusätzlich auch Ephorus (oberster Vorsteher) der Hessischen Stipendiatenanstalt. Bei seinem Landesherrn machte er sich auch dadurch beliebt, dass er mehrere Gelegenheitsgedichte zu Ehren des Landgrafen und dessen Söhne Otto (1594–1617) und Moritz (1600–1612) verfasste. 1616 amtierte er als Rektor der Universität.

### Konsistorialrat
Als Landgraf Moritz im Oktober 1610 das neue Konsistorium für die nunmehr reformierte Landeskirche von Hessen-Kassel einsetzte, bestand dessen Direktorium aus zwei Geistlichen und zwei juristisch gebildeten Beamten des Landgrafen. Sein Sitz war, um den Sachverstand der Theologen und Juristen an der Landesuniversität besser nutzen zu können, in Marburg in der ehemaligen Kanzlei von Hessen-Marburg. Kaspar Sturm und Johannes Crocius (1590–1659) waren die beiden Theologen im Direktorium.

### Letzte Jahre
Als Marburg im Jahr 1624 (vorübergehend) an die lutherische Landgrafschaft Hessen-Darmstadt fiel, wurde Sturm, wie auch acht weitere Professoren, vom Landgrafen Ludwig V. von Hessen-Darmstadt aus konfessionalen Gründen entlassen. Ebenfalls entlassen wurden: sein Sohn, der Mathematikprofessor Christian Sturm (1597–1628), der Theologe Georg Cruciger, der Theologe Johannes Crocius, der Jurist Antonius Matthaeus (1564–1637), der Logikprofessor Johannes Combach (1585–1651), der Rhetoriker und Syndikus Gregor Schönfeld der Jüngere (1559–1628), der Professor für Französisch und Italienisch Cathérin Le Doux (Catharinus Dulcis, 1540–1626), und der Mediziner Johannes Molther d. J. (* 1591). Combach, Crocius und Cruciger erhielten Stellen am Collegium Adelphicum Mauritianum in Kassel. Ludwig V. behielt nur vier Marburger Professoren in Dienst: den Juristen Johannes Goddaeus (1555–1632), den Mediziner Nicolaus Braun (1558–1639), den Ethiker Rudolf Goclenius der Ältere (Rudolf Göckel, 1547–1628), und den Gräzisten Theodor Vietor (1560–1645).
Auch das Konsistorium der Landeskirche musste Marburg verlassen und wurde nach Kassel verlegt. Wie lange Sturm dann weiterhin Mitglied ihres Direktoriums war, ist unklar. Ab 1624 war er jedenfalls wieder Pfarrer in Gudensberg, wo er 1628 verstarb.